# Miglior Film Turco dell'anno
Il premio al Miglior film Turco dell'anno è uno dei principali premi conferiti dall'International Istanbul Film Festival. Viene assegnato dal 1985.

## Albo d'oro

### Anni 1980
- 1985 - Bir Yudum Sevgi, regia di Atıf Yılmaz
- 1986 -
  - Züğürt Ağa, regia di Nesli Çölgeçen
  - Amansız Yol, regia di Ömer Kavur
  - Adı Vasfiye, regia di Atıf Yılmaz
- 1987 - Hotel Madrepatria (Anayurt Oteli), regia di Ömer Kavur
- 1988 - Biri ve Diğerleri, regia di Tunç Başaran
- 1989 - Uçurtmayı Vurmasınlar, regia di Tunç Başaran

### Anni 1990
- 1990 - Karartma Geceleri, regia di Yusuf Kurçenli
- 1991 - Camdan Kalp, regia di Fehmi Yaşar
- 1992 - Il volto segreto (Gizli Yüz), regia di Ömer Kavur
- 1993 - İki Kadın, regia di Yavuz Özkan
- 1994 - Bir Sonbahar Hikayesi, regia diYavuz Özkan
- 1995 - İz, regia di Yeşim Ustaoğlu
- 1996 - 80.Adım, regia di Tomris Giritlioğlu
- 1997 - Akrebin Yolculuğu, regia di Ömer Kavur
- 1998 - Masumiyet, regia di Zeki Demirkubuz
- 1999 - Viaggio verso il sole (Güneşe Yolculuk), regia di Yeşim Ustaoğlu

### Anni 2000
- 2000 - Nuvole di maggio (Mayıs Sıkıntısı), regia di Nuri Bilge Ceylan
- 2001 -
  - Dar Alanda Kısa Paslaşmalar, regia di Serdar Akar
  - Herkes kendi evinde, regia di Semih Kaplanoğlu
- 2002 - 9, regia di Ümit Ünal
- 2003 - Uzak, regia di Nuri Bilge Ceylan
- 2004 - Karpuz Kapuğundan Gemiler Yapmak, regia di Ahmet Uluçay
- 2005 - Istanbul Tales (Anlat İstanbul), regia di Ümit Ünal, Kudret Sabancı, Selim Demirdelen, Yücel Yolcu e Ömür Atay
- 2006 - Times and Winds (Beş Vakit), regia di Reha Erdem
- 2007 - Il piacere e l'amore (İklimler), regia di Nuri Bilge Ceylan
- 2008 - Tatil Kitabı, regia di Seyfi Teoman
- 2009 - Köprüdekiler, regia di Aslı Özge

### Anni 2010
- 2010 - Vavien, regia di Yağmur Taylan e Durul Taylan
- 2011 - Saç, regia di Tayfun Pirselimoğlu
- 2012 - Tepenin Ardı, regia di Emin Alper
- 2013 - Sen Aydınlatırsın Geceyi, regia di Onur Ünlü
- 2014 - Ben o degilim, regia di Tayfun Pirselimoglu
- 2015 - Festival cancellato
- 2016 - Toz Bezi, regia di Ahu Öztürk
- 2017 - Sarı sıcak, regia di Fikret Reyhan
- 2018 - Borç, regia di Vuslat Saraçoglu
- 2019 - Kiz Kardesler, regia di Emin Alper